# Combate de El Encanto
El combate de El Encanto fue un tiroteo ocurrido durante la Guerra colombo-peruana cerca de El Encanto, siendo este uno de los primeros enfrentamientos armados de la guerra.

## Tiroteo
El 20 de enero de 1933, en la guarnición de El Encanto, tres soldados colombianos cruzan el río Putumayo para hacer un reconocimiento en el lado peruano, estos soldados se encuentran con 30 soldados peruanos y entran en combate, cayendo muerto uno de los soldados colombianos y otro más herido. Cuando los dos sobrevivientes regresan a su guarnición reportan haber dejado a 6 soldados peruanos muertos. El soldado colombiano herido, Cándido Leguizamo, moriría posteriormente por sus heridas en Bogotá.